# Volkswagen Phaeton

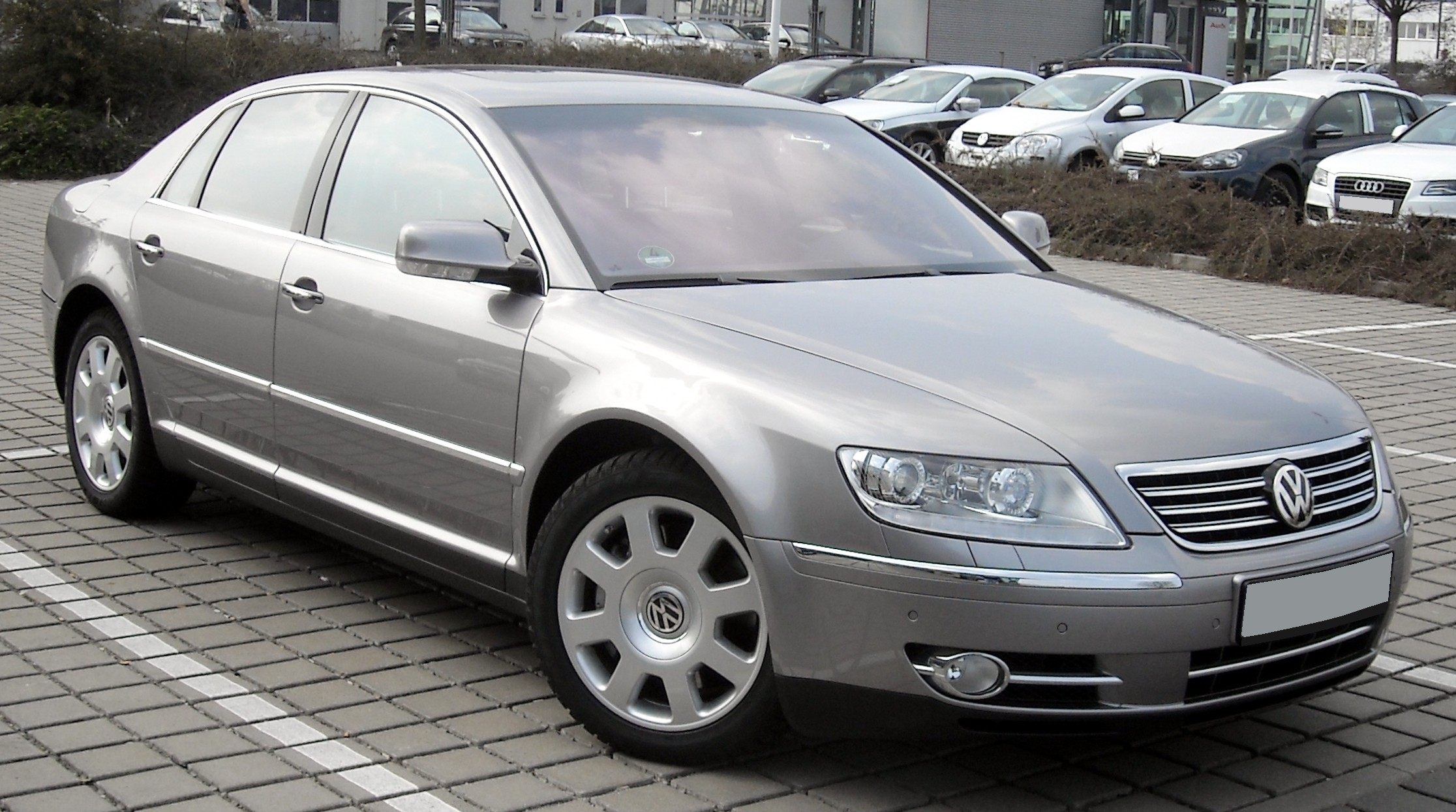
Pre-facelift

Volkswagen Phaeton este un vehicul comercializat de producătorul german de automobile Volkswagen.

## A doua generație
Înainte ca Phaeton să fie scos din producție în 2016, dezvoltarea celei de-a doua generații a început deja, cu un prototip funcțional fiind deja finalizat, care a rămas ascuns până în 2022.